# Réseau Hamidovic
Le réseau Hamidovic était un réseau de vol à la tire opérant en France et regroupant des malfaiteurs, dont la spécialité est de contraindre des enfants mineurs (majoritairement des filles) à mendier ou à voler.

## Origine du nom
Ce réseau a été nommé ainsi car ses membres, lorsqu'ils sont arrêtés par la police française, prétendent systématiquement s'appeler Hamidovic (nom type, comme Dupont ou Bernard en France).
Le terme Hamidovic peut aussi bien désigner les organisateurs du réseau que les enfants et adolescents poussés à la délinquance,,.
Arrêtés par la police, les enfants prétendent systématiquement s'appeler Hamidovic, avoir dix à douze ans (pour échapper à la loi française protégeant les moins de 13 ans de toute poursuite pénale) et habiter dans une caravane près de Montreuil. Ce réseau, d'après certains policiers, était responsable d'environ « 75 % des vols à la tire dans le métro parisien ».
Les jeunes filles devaient rapporter 300 euros par jour en commettant des vols à la tire. Si cet objectif n'était pas atteint, elles pouvaient subir violences et brûlures de cigarettes.

## Action policière
Leurs méfaits sont décrits comme un "éternel fléau".
Après avoir disparu pour cause de crise sanitaire, les pickpockets reviennent à partir de 2021.
En juin 2023, un réseau est demantelé, quinze suspects sont interpellés et trente enfants "mis en sécurité".
En mars 2024, un coup de filet contre le réseau de Roberto Hamidovic (neveu de Fehim Davidovic) débouche sur 6 arrestations.

## Condamnations
Le chef de ce réseau, Fehim Hamidovic, originaire de l'ex-Yougoslavie, est âgé de 58 ans au moment de son arrestation en 2010,,. Il est condamné en mai 2013 à sept ans de prison. Parmi la vingtaine d'autres prévenus, le tribunal prononce des peines de un à cinq ans de prison, ainsi qu'une relaxe. Ces condamnations sont largement inférieures à ce qu'avait réclamé le parquet, qui avait notamment demandé quinze ans de réclusion pour le principal accusé.